# Wałbrzych
Wałbrzych (en allemand : Waldenburg) est une ville de Pologne située dans la voïvodie de Basse-Silésie dans le sud-ouest du pays, près de la frontière tchèque. Elle a le statut de powiat-ville et est en outre le chef-lieu du powiat de Wałbrzych. L'ancienne ville minière est célèbre pour le château de Książ.

## Géographie
La ville se situe dans la région historique de Basse-Silésie, dans les contreforts des monts des Géants et des Góry Sowie, à environ 65 kilomètres au sud-ouest de Wrocław.
Parmi les industries les plus importantes de Wałbrzych on trouvait l'extraction de la houille (voir l'histoire de la mine dans l'article Centre des Sciences et des Arts – la Vieille Mine à Wałbrzych).

## Histoire

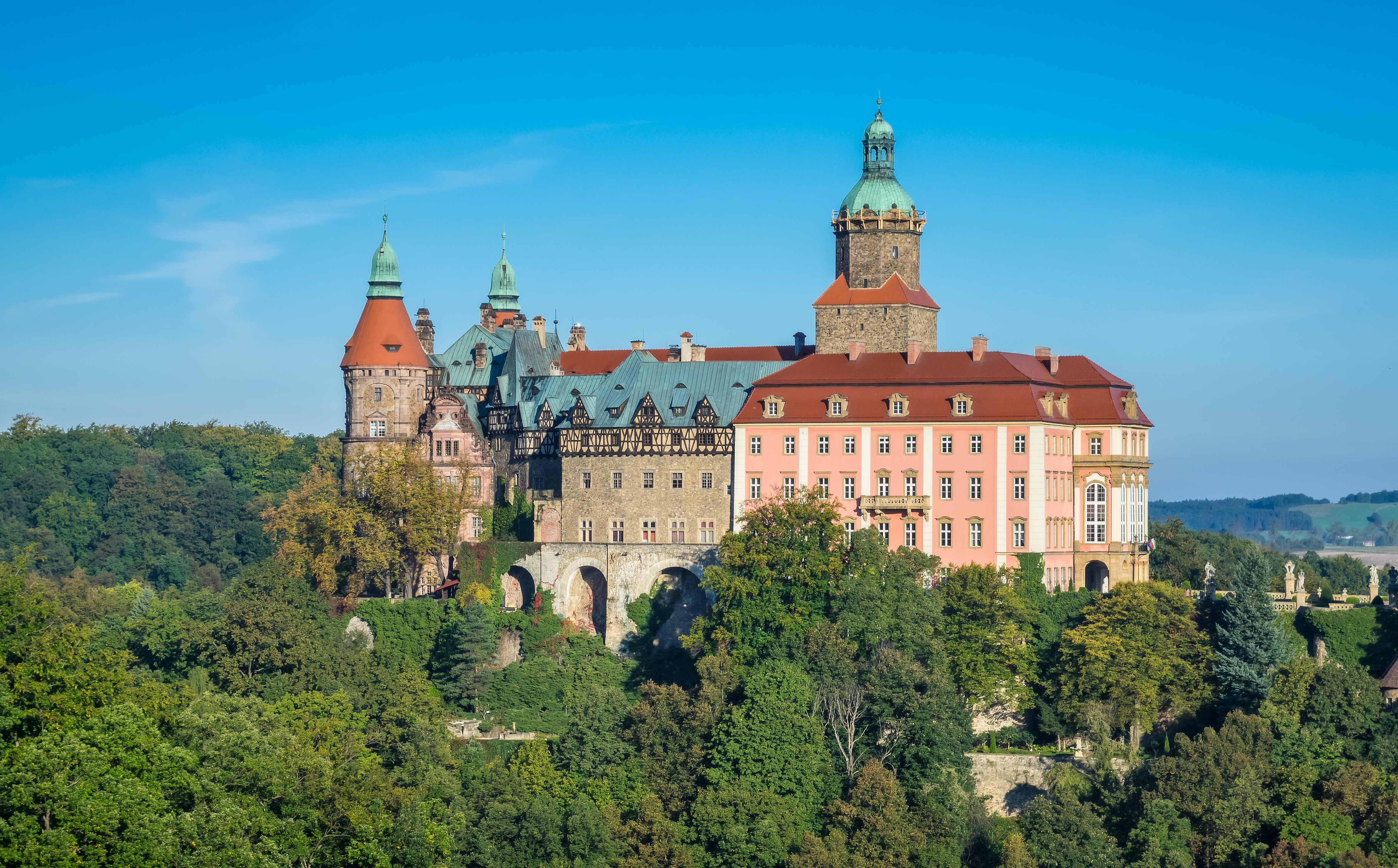
Château de Książ.

Le lieu de Waldenberc est mentionné pour la première fois en 1305. Il a probablement été fondé par le duc silésien Bolko Ier, près de la frontière de son duché de Świdnica avec le royaume de Bohême. Après la mort du duc Bolko II le Petit en 1368, le patrimoine revint à la couronne de Bohême.
À partir de 1526, la ville faisait partie de la monarchie de Habsbourg. L'exploitation minière fut pour la première fois documentée par un acte en 1529. Ensuite, la Reforme protestante s'est progressivement étendue à la région. Dévastée durant la guerre de Trente Ans, la ville a ensuite été reconstruite et obtiendra des privilèges commerciaux par l'empereur Léopold Ier en 1696. Le domaine a été acquis par la maison de Stolberg en 1719.
Après la première guerre de Silésie, en 1742, la ville devient prussienne. En 1783, la seigneurie passe à la noble famille de Dyhrn. À partir de 1815, Waldenburg faisait partie de la Silésie prussienne, incorporée dans l'arrondissement de Waldenburg dans le district de Liegnitz, et de l'Empire allemand  dès sa fondation en 1871. Au cours de l'industrialisation,  le nombre d'habitants a fortement augmenté.
En 1945, à la fin de la Seconde Guerre mondiale, la ville fut conquise par l'Armée rouge. L'établissement de la frontière germano-polonaise sur la ligne Oder-Neisse l'intègre à la république de Pologne. La population germanophone restante était expulsée. Jusqu'en 1975, la ville se trouve dans la voïvodie de Wrocław ; de 1975 à 1998, elle est le siège d'une voïvodie autonome ; depuis 1998 elle est de nouveau incluse dans celle de Basse-Silésie, dont elle est la 2e ville en importance.

## Enseignement
Sur son territoire se trouve la Wałbrzyska Wyższa Szkoła Zarządzania i Przedsiębiorczości (École supérieure de gestion et de développement de compétences de Wałbrzych).
La ville possède en outre un centre de recherche de l'Académie polonaise des sciences.

## Présence française
Wałbrzych et ses alentours comptent plusieurs centaines de ressortissants français, pour la plupart issus de familles binationales constituées initialement de Français d'origine polonaise, notamment du Nord de la France, rapatriés dans les territoires recouvrés (allemands jusqu'en 1945) dans les années 1946-1948.
Il existe plusieurs associations et une Alliance française, disparue en 2013.
Il existe aussi une Maison de la Bretagne (Dom Bretanii) qui s'appuie sur un partenariat avec le Conseil général du Morbihan et un jumelage avec la ville de Vannes (2001).

## Personnalités liées à la ville
- Wolfgang Menzel (1798-1873), critique littéraire, écrivain et homme politique ;
- Bolko von Hochberg (1843-1926), diplomate, metteur en scène et compositeur ;
- Gerhard Menzel (1894-1966), écrivain et scénariste ;
- Abraham Robinson (1918-1974), mathématicien, logicien et ingénieur en aérodynamique ;
- Klaus Töpfer (1938-2024), homme politique ;
- Christa Czekay (1944-2017), athlète ;
- Marcel Reif (né en 1949), journaliste sportif ;
- Włodzimierz Ciołek (né en 1956), footballeur ;
- Urszula Włodarczyk (née en 1965), athlète ;
- Tomasz Siemoniak (né en 1967), homme d'État ;
- Joanna Bator (née en 1968), femme de lettres polonaise, journaliste et chroniqueuse ;
- Bettina Antoni (née en 1969), artiste ;
- Dariusz Baranowski (né en 1972), coureur cycliste ;
- Agnieszka Szpila (née en 1977), écrivaine ;
- Krzysztof Ignaczak (né en 1978), joueur polonais de volley-ball ;
- Sebastian Janikowski (né en 1978), joueur polonais de football américain ;
- Krzysztof Pływaczyk (né en 1983), biathlète ;
- Agnieszka Wieszczek (née en 1983), lutteuse ;
- Bartosz Kurek (né en 1988), joueur de volley-ball ;
- Kamila Żuk (née en 1997), biathlète ;
- Bartosz Slisz (née en 1999), footballeur.

## Jumelages

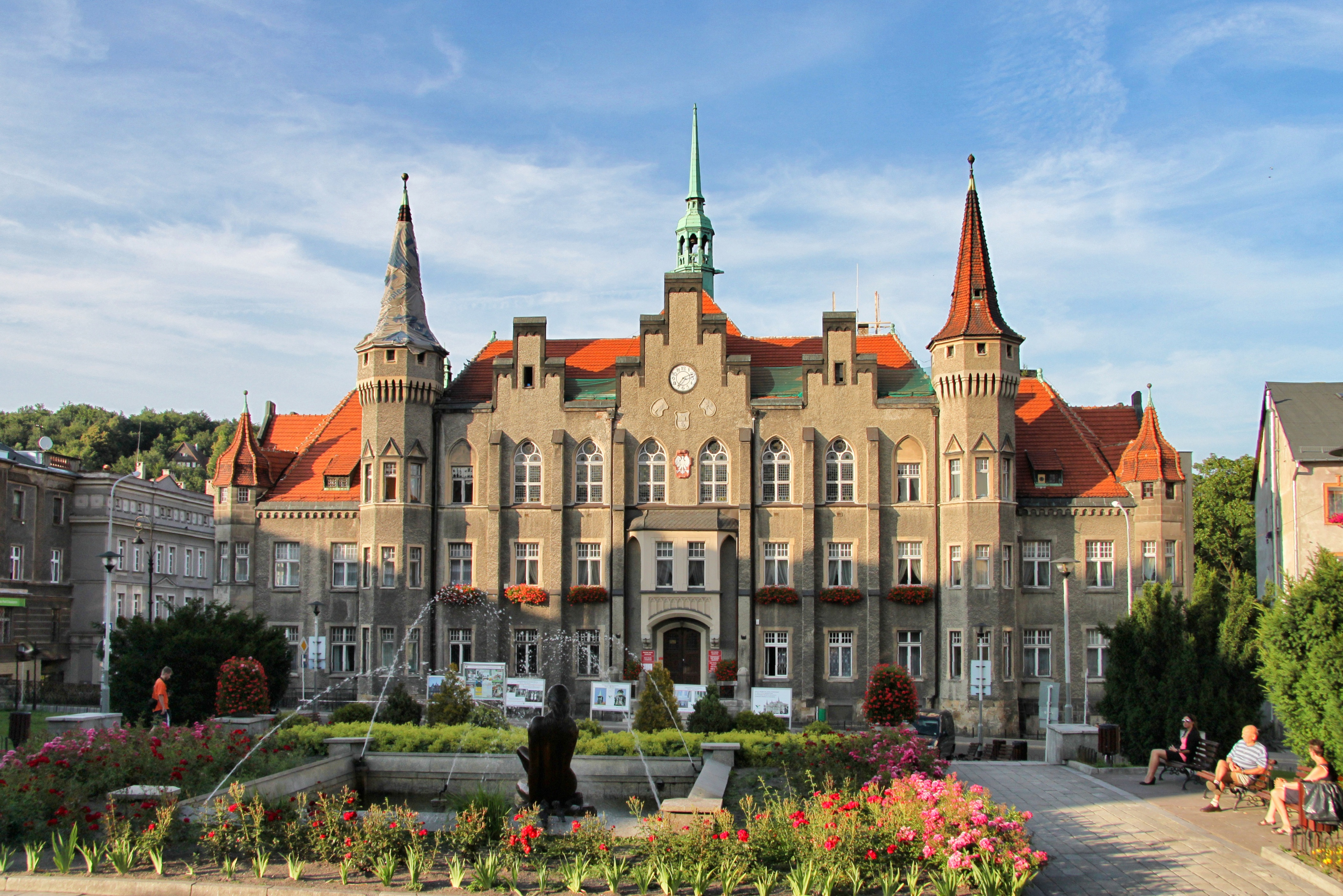
Hôtel de ville.

- Freiberg (Allemagne) depuis le 26 juin 1991
- Toula (Russie) depuis le 30 septembre 1991
- Hradec Králové (Tchéquie) depuis le 6 novembre 1991
- Jastarnia (Pologne) depuis le 9 mai 1997
- Foggia (Italie) depuis le 14 janvier 1998
- Gżira (Malte) depuis le 12 novembre 2000
- Dnipro (Ukraine) depuis le 4 juin 2001
- Vannes (France) depuis le 2 octobre 2001

## Divers
En 2007, le réalisateur de cinéma Andrzej Jakimowski y tourne le film Un conte d'été polonais (Sztuczki), récompensé la même année par les Lions d'or (pl) (Złote Lwy) du Festival du film polonais de Gdynia.